# Fabio Gstrein
Pour les articles homonymes, voir Gstrein.
Fabio Gstrein, né le 14 juin 1997, est un skieur alpin autrichien, spécialiste des épreuves techniques.

## Biographie
Il est le cousin de Bernhard Gstrein, un ancien skieur alpin à succès.
Licencié au club de Sölden, où ses parents gèrent une école de ski il apparaît au départ de ses premières courses officielles lors de l'hiver 2013-2014. Il gagne sa première course dans la Coupe FIS en mars 2015 à Petzen en slalom géant. En 2015-2016, il est sélectionné pour la Coupe d'Europe et les Championnats du monde junior à Sotchi, où il est notamment septième du slalom géant. En janvier 2018, il fait ses débuts dans la Coupe du monde au slalom de Kitzbühel, où il ne se qualifie pas pour la deuxième manche. Quelques semaines plus tard, il devient vice-champion du monde junior du slalom géant derrière Marco Odermatt.
Il échoue à marquer des points en Coupe du monde en 2018-2019, mais réussit la saison suivante à Zagreb (17e). Une semaine plus tard, il fait son incursion dans le top dix au slalom d'Adelboden (7e). Il est ainsi promu dans l'équipe nationale première pour la saison 2020-2021.

## Palmarès

### Coupe du monde
- Meilleur classement général : 60e en 2020.
- 2 podiums.
- 1 podium par équipes.

#### Différents classements en Coupe du monde
| Saison / Épreuve | Saison / Épreuve | Général | Général | Slalom | Slalom | Parallèle | Parallèle |
| ---------------- | ---------------- | ------- | ------- | ------ | ------ | --------- | --------- |
| Saison / Épreuve | Saison / Épreuve | Class.  | Points  | Class. | Points | Class.    | Points    |
| 2020             | 2020             | 60e     | 134     | 21e    | 105    | 17e       | 29        |

### Championnats du monde junior
- Davos 2018 :
  -  Médaille d'argent au slalom géant.